# Aristobulos der Jüngere
Aristobulos der Jüngere war ein Sohn von Aristobulos, dem Sohn Herodes des Großen und somit dessen Enkel. Er lebte um die Zeitenwende und starb nach seinem 44 n. Chr. verstorbenen Bruder Herodes Agrippa I. Während seine Brüder Herodes Agrippa I. als König von Judäa (37–44 n. Chr.) und Herodes als Herrscher von Chalkis (44–48 n. Chr.) zur Herrschaft gelangten, blieb Aristobulos Privatmann. Sein Verhältnis zu seinem Bruder Herodes Agrippa war getrübt und er überführte ihn gegenüber dem römischen Statthalter Flaccus im Zusammenhang mit Grenzstreitigkeiten der Bestechlichkeit. Als im Jerusalemer Tempel ein Standbild des Caligula aufgestellt werden sollte, hielt er sich allerdings im Jahr 40 am Hofe in Tiberias auf und verhinderte mit seinen Brüdern die Aufstellung, in dem sie den Statthalter Publius Petronius davon überzeugten, dass bei Durchsetzung des Befehls ein Aufstand ausbrechen würde. Aristobulos war verheiratet mit Jotape, Tochter des Königs Sampsigeramos II. von Emesa. Gemeinsame Tochter war die gehörlose Jotape.